# Андре Агаси
Андре Кирк Агаси (енгл. Andre Kirk Agassi; Лас Вегас, 29. април 1970) је бивши амерички тенисер, некадашњи број један на АТП листи и тениски тренер.

## Каријера
Агаси је почетком каријере осим одличним играма привлачио пажњу јавности и занимљивим медијским иступима, необичним одевањем и фризуром. Посебно је био омиљен међу младима, понекад је изазивао и контроверзе па и негодовања у релативно конзервативном свету тениса тих година када је почињао каријеру. Познат је његов ривалитет са Питом Сампрасом, који је по изгледу, понашању и начину игре био сушта супротност. Касније у каријери његов је наступ био доста промењен; дугу косу је заменила кратка коса или чак обријана глава, а агресивно понашање на терену је заменила мирна концентрација.
Освојио је осам Гренд слем титула, као и једну златну медаљу на Летњим олимпијским играма 1996. године у Атланти. Освојивши сва четири Гренд слем турнира и златну медаљу на Олимпијади, комплетирао је „Златни слем“. Један је од петорице тенисера у Опен ери који су освојили гренд слем каријере. Од осталих значајнијих титула, освојио је седамнаест АТП мастерс турнира и једном Завршни турнир 1990. године. TENNIS Magazine га је именовао 7. најуспешнијим тенисером икада у периоду 1965 — 2005.
Због озбиљних проблема са кичмом, Агаси се повукао из тениса 3. септембра 2006, након двадесет година професионалне каријере. Током своје каријере, освојио је 65 титула, од којих су 60 АТП титуле.
Од маја 2017. до априла 2018. године Агаси је био тренер српског тенисера Новака Ђоковића.

## Приватни живот
Од 1997. до 1999. био је у браку са глумицом Брук Шилдс, са њом се забављао од 1993. године. Ожењен је бившом тенисерком Штефи Граф, једном од најуспешнијих тенисерки у историји, и са њом има двоје деце. Води хуманитарну акцију "Andre Agassi Charitable Foundation".

## Гренд слем финала

### Победе (8)
| Година | Турнир                        | Противник           | Резултат у финалу       |
| 1992.  | Вимблдон                      | Горан Иванишевић    | 6–7, 6–4, 6–4, 1–6, 6–4 |
| 1994.  | Отворено првенство САД        | Михаел Штих         | 6–1, 7–6, 7–5           |
| 1995.  | Отворено првенство Аустралије | Пит Сампрас         | 4–6, 6–1, 7–6, 6–4      |
| 1999.  | Отворено првенство Француске  | Андреј Медведев     | 1–6, 2–6, 6–4, 6–3, 6–4 |
| 1999.  | Отворено првенство САД        | Тод Мартин          | 6–4, 6–7, 6–7, 6–3, 6–2 |
| 2000.  | Отворено првенство Аустралије | Јевгениј Кафељников | 3–6, 6–3, 6–2, 6–4      |
| 2001.  | Отворено првенство Аустралије | Арно Клеман         | 6–4, 6–2, 6–2           |
| 2003.  | Отворено првенство Аустралије | Рајнер Шитлер       | 6–2, 6–2, 6–1           |

### Финала (7)
| Година | Турнир                       | Противник     | Резултат у финалу       |
| 1990.  | Отворено првенство Француске | Андрес Гомез  | 6–3, 2–6, 6–4, 6–4      |
| 1990.  | Отворено првенство САД       | Пит Сампрас   | 6–4, 6–3, 6–2           |
| 1991   | Отворено првенство Француске | Џим Куријер   | 3–6, 6–4, 2–6, 6–1, 6–4 |
| 1995.  | Отворено првенство САД       | Пит Сампрас   | 6–4, 6–3, 4–6, 7–5      |
| 1999   | Вимблдон                     | Пит Сампрас   | 6–3, 6–4, 7–5           |
| 2002.  | Отворено првенство САД       | Пит Сампрас   | 6–3, 6–4, 5–7, 6–4      |
| 2005.  | Отворено првенство САД       | Роџер Федерер | 6–3, 2–6, 7–6, 6–1      |

### Преглед хронологије синглова
| Турнир                     | 1986               | 1987               | 1988               | 1989               | 1990               | 1991               | 1992               | 1993               | 1994               | 1995               | 1996               | 1997               | 1998               | 1999               | 2000               | 2001               | 2002               | 2003               | 2004               | 2005               | 2006               | SR                 | W–L                |
| Гранд слам турнири         | Гранд слам турнири | Гранд слам турнири | Гранд слам турнири | Гранд слам турнири | Гранд слам турнири | Гранд слам турнири | Гранд слам турнири | Гранд слам турнири | Гранд слам турнири | Гранд слам турнири | Гранд слам турнири | Гранд слам турнири | Гранд слам турнири | Гранд слам турнири | Гранд слам турнири | Гранд слам турнири | Гранд слам турнири | Гранд слам турнири | Гранд слам турнири | Гранд слам турнири | Гранд слам турнири | Гранд слам турнири | Гранд слам турнири |
| -------------------------- | ------------------ | ------------------ | ------------------ | ------------------ | ------------------ | ------------------ | ------------------ | ------------------ | ------------------ | ------------------ | ------------------ | ------------------ | ------------------ | ------------------ | ------------------ | ------------------ | ------------------ | ------------------ | ------------------ | ------------------ | ------------------ | ------------------ | ------------------ |
| Аустралијски отворени      | NH                 | A                  | A                  | A                  | A                  | A                  | A                  | A                  | A                  | W                  | SF                 | A                  | 4R                 | 4R                 | W                  | W                  | A                  | W                  | SF                 | QF                 | A                  | 4 / 9              | 48–5               |
| Француски отворени         | A                  | 2R                 | SF                 | 3R                 | F                  | F                  | SF                 | A                  | 2R                 | QF                 | 2R                 | A                  | 1R                 | W                  | 2R                 | QF                 | QF                 | QF                 | 1R                 | 1R                 | A                  | 1 / 17             | 51–16              |
| Вимблдон                   | A                  | 1R                 | A                  | A                  | A                  | QF                 | W                  | QF                 | 4R                 | SF                 | 1R                 | A                  | 2R                 | F                  | SF                 | SF                 | 2R                 | 4R                 | A                  | A                  | 3R                 | 1 / 14             | 46–13              |
| УС отворени                | 1R                 | 1R                 | SF                 | SF                 | F                  | 1R                 | QF                 | 1R                 | W                  | F                  | SF                 | 4R                 | 4R                 | W                  | 2R                 | QF                 | F                  | SF                 | QF                 | F                  | 3R                 | 2 / 21             | 79–19              |
| Шампионати на крају године |                    |                    |                    |                    |                    |                    |                    |                    |                    |                    |                    |                    |                    |                    |                    |                    |                    |                    |                    |                    |                    |                    |                    |
| Мастерс куп                | DNQ                | DNQ                | RR                 | RR                 | W                  | SF                 | DNQ                | DNQ                | SF                 | A                  | RR                 | DNQ                | RR                 | F                  | F                  | RR                 | RR                 | F                  | A                  | RR                 | RET                | 1 / 13             | 22–20              |
| Ранг на крају године       | 91                 | 25                 | 3                  | 7                  | 4                  | 10                 | 9                  | 24                 | 2                  | 2                  | 8                  | 110                | 6                  | 1                  | 6                  | 3                  | 2                  | 4                  | 8                  | 7                  | 150                | Career Prize Money | Career Prize Money |

## Медаље на Олимпијским играма
| Медаља | Датум         | Турнир                                 | Подлога | Противник     | Резултат      |
| Златна | 22. јул 1996. | Олимпијске игре, Атланта, Џорџија, САД | Тврда   | Сержи Бругера | 6–2, 6–3, 6–1 |

## Видео
- Wimbledon 2000 Semi-final – Agassi vs. Rafter (2003). OCLC 61774054. Starring: Andre Agassi, Patrick Rafter; Standing Room Only, DVD Release Date: August 16, 2005, Run Time: 213 minutes, .
- Charlie Rose with Andre Agassi (May 7, 2001) Charlie Rose, Inc., DVD Release Date: August 15, 2006, Run Time: 57 minutes.
- Wimbledon: The Record Breakers (2005). OCLC 61658553. Starring: Andre Agassi, Boris Becker; Standing Room Only, DVD Release Date: August 16, 2005, Run Time: 52 minutes, .